# Lambert de Hersfeld
Lambert de Hersfeld, né vers 1025, probablement en Franconie, et mort avant 1085, probablement à Hersfeld, était un chroniqueur de l'époque médiévale et le premier abbé du monastère d'Hasungen.

## Biographie
La biographie de Lambert n’est connue que par quelques allusions éparses dans son œuvre.
Il est né en 1025 dans une famille aisée, probablement en Franconie (d’autres sources évoquent la Thuringe). Il reçoit sa formation religieuse à Bamberg de l'écolâtre Annon, en même temps que le futur maître Meinhard. Il devient moine de l'abbaye bénédictine de Hersfeld le 15 mars 1058 et est ordonné prêtre le 16 septembre 1058 par l'évêque Léopold Ier de Mayence à Aschaffenbourg. Cette même année, il part en pèlerinage à Jérusalem, et rentre le 17 octobre 1059. 
Par la suite il s'acquiert d'importants bénéfices, tant par ses travaux d'historiens, comme la Vita Lulli, une hagiographie de saint Lull, archevêque de Mayence, que par son action en tant que libraire et maître de l'école monastique de Hersfeld. En 1071, il fréquenta pendant quelques semaines les abbayes de Siegburg et de Saalfeld pour s'y familiariser avec la réforme clunisienne. Partisan déclaré de la règle de saint Benoît, il se défiait des ordres réformistes.
Son chef-d'œuvre, les Annales, a été composé en 1078 et parut sous forme imprimée dès 1525. Bien que ce livre traite de l'histoire du monde des origines jusqu'à l'année 1077, seule la période couverte à partir de 1040 est vraiment l'œuvre de Lambert. À partir de l'année 1069, le récit prend une vigueur épique. La clarté, le style et l'habileté dans l'ordre narratif font de ces pages l'un des sommets de la littérature du XIe siècle. La vérité historique souffre cependant de l'esprit partisan qu'en tant que partisan du pape Lambert a du mal à réprimer. L'esprit de parti perce particulièrement dans le récit de la querelle des investitures. Ainsi l'encyclopédie allemande Meyers juge que « son portrait de Henri IV est l'une des plus lourdes calomnies portées contre cet ennemi du pape, et n'est donc pas juste. » Néanmoins, sa description de la pénitence de Canossa forgea pendant des siècles l'interprétation de l'histoire.
C’était un adversaire convaincu du roi Henri IV, ce qui explique sans doute qu'il ait quitté en 1077 Hersfeld pour l'abbaye d'Hasungen (aujourd'hui près de Zierenberg). Il rejoignit ainsi, comme le souhaitaient les chanoines, une confrérie bénédictine. Lorsque la réforme de Hirsau est promulguée en 1081, Lambert la met en œuvre ce qui lui vaut de devenir le premier abbé d'Hasungen. 
Lambert meurt vraisemblablement peu de temps après son élévation au titre d'abbé en 1082, en tout cas avant 1085, et même le lieu de sa mort n'est pas sûr. Bien des indices militent pour le monastère de Hersfeld, même s'il n'est pas exclu qu'il soit décédé à Saalfeld.

## Œuvres
- Son premier ouvrage, une épopée sur l'histoire de son temps, est perdue.
- Le Libellus de institutione Herveldensis ecclesiæ, un poème en hexamètres certainement écrit vers 1073 qui raconte l'histoire du monastère d'Hersfeld, n'a été conservé que par de courts extraits.
- (la) Annales, vol. 38 : Lamperti monachi Hersfeldensis Opera. Annexe : Annales Weissenburgenses, Hanovre, MGH Scriptores rerum Germanicarum in usum scholarum separatim editi, 1894 (lire en ligne), p. 1–304
- (la) Vita Lulli archiepiscopi Mogontiacensis, vol. 38 : Lamperti monachi Hersfeldensis Opera. Annexe : Annales Weissenburgenses, Hanovre, MGH Scriptores rerum Germanicarum in usum scholarum separatim editi, 1894 (lire en ligne), p. 1–304
- (la) Libellus de institutione Herveldensis ecclesiæ, vol. 38 : Lamperti monachi Hersfeldensis Opera. Annexe : Annales Weissenburgenses, Hanovre, MGH Scriptores rerum Germanicarum in usum scholarum separatim editi, 1894 (lire en ligne), p. 1–304
- A. Pannenborg, « Ergänzungen zu Lamberts Hersfelder Klostergeschichte », Deutsche Zeitschrift für Geschichtswissenschaft, no 1,‎ 1896-97, p. 154-159